# سنتر اوسیپ (نیوهمپشایر)
سنتر اوسیپ (به انگلیسی: Center Ossipee) شهری در ایالت نیوهمپشایر کشور ایالات متحده آمریکا است که جمعیت آن در سرشماری سال ۲۰۱۰ میلادی، ۵۶۱ نفر بوده‌است.